# 达尔扈特人
达尔扈特人（羅馬化：Darkhad），是蒙古人的一支，现在在蒙古国北部和内蒙古鄂尔多斯有两支被称为达尔扈特的人群，名称相同但来源各异。

## 名稱
達爾扈特（darkhad）的詞根來源於達爾罕（darqan）。在蒙古语中，達爾罕被解釋为“拥有特殊权利和特权的人”、“铁匠”、“神圣、不可侵犯、免税”。通过附加複數词缀-d、-chuud（-ud），用darhad和darkhchuud來表示眾數。在口語中，“darkhchuud”一词發音常被改为“darkhchuul”。

## 源流
達爾扈特人以两种方式出现在蒙古人中：首先，不用承擔任何差役的人被称为達爾罕（拥有特殊权利和特权的人）或達爾哈特人。13世纪到19世纪的蒙古族传统是准許有功績的人免於服兵役。達延汗就曾授予大量有功之人為達爾罕，以獎賞他們作戰時的英勇。在15至17世纪的蒙古各部，由于各种原因成为達爾罕的人数急剧增加。
其次，部落中参加大规模祭祀的人们免于被汗廷征兵。例如那些一直致力于保护成吉思汗的斡耳朵和執行各种祭奠仪式的人，這些人就是守護鄂爾多斯成吉思汗陵的達爾扈特。而藏傳佛教传入後，呼圖克圖領地上的屬民，廟丁又稱「沙畢納爾」也免於服役。一位来自札薩克圖汗部的诺颜向一世哲布尊丹巴札那巴札爾奉獻了他的屬民，蒙古國庫蘇古爾的達爾哈特即起源於此。

## 蒙古国北部达尔扈特
蒙古国的达尔扈特又译达尔哈特人，現今主要分布於蒙古国库苏古尔省的巴彦珠尔赫县、乌兰乌拉县、仁钦隆勃县、查干努尔县。附近的达尔哈特山谷即以該族群為名。
达尔哈特人出自卫拉特或喀爾喀的和托輝特部。1549年至1686年期间曾为札萨克图汗部的分支阿勒坦汗王朝的主体。在17世纪初，该族的名称最早出现在史料中，当时喀爾喀右翼和托輝特贵族征服了库苏古尔湖北岸和西岸的地區。1686年库伦伯勒齐尔会盟後，这些地方的民众被獻給哲布尊丹巴呼圖克圖為廟丁，被叫做「哈喇达尔扈特」，也譯為黑達爾扈特。这里黑/哈喇的意思是“不混雜、土生土長、不属于任何教派”。1786年達爾哈特人成为哲布尊丹巴呼图克图下属沙毕鄂拓克的一部分。从19世纪中叶开始，他们由一位首領领导，被分为三个鄂拓克，由掌管大沙毕的额尔德尼商卓特巴衙门管理，其中当差的门吏、宰桑们每年负责为哲布尊丹巴呼图克图收集贡品，并将其运送到库伦。达尔哈特的领地位于库苏古尔湖西岸，南沿清俄边境设立的防禦卡伦与喀尔喀各旗毗鄰，北接俄罗斯的布里亚特人區域。其西边是唐努乌梁海和阿尔泰乌梁海。由于達爾哈特领地四周被其他部落包围，居住地又比较偏僻，因此他們形成了一种独特的民族文化。
雖然曾經被藏傳佛教的喇嘛統治，但许多达尔哈特人仍信奉萨满教。他們主要使用蒙古语的达尔哈特方言。根据2000年的蒙古國人口普查，共有16268人认同自己是达尔哈特人。

## 鄂爾多斯的達爾扈特
中國內蒙古自治區的鄂爾多斯市也有被稱為達爾扈特的人，据称是由看守成吉思汗陵的五百户警卫演变而来。据清道光十九年（公元1839年）《理藩院则例》记载，“伊克昭盟境内，向有成吉思汗园寝，其鄂尔多斯七旗，向设有看守园寝承办祭祀之达尔扈特五百户”。达尔扈特由鄂尔多斯部的济农统领，他们的任务是专门管理存放成吉思汗的遗物的“八白室”祭奠工作。所谓“八白室”由八个白色蒙古包组成，每一顶分别用来纪念一位蒙古帝国的重要人物：成吉思汗，他的四个儿子—窝阔台、术赤、察合台、拖雷，孙辈贵由和蒙哥，以及成吉思汗的父母—也速该和诃额仑。这些白色蒙古包专门由达尔扈特人管理，他们保留了一年一度的传统仪式。鄂尔多斯的达尔扈特与蒙古国的达尔扈特虽都源于免兵役的达尔罕，但源流各异。